# أحمد حامد
أحمد حامد ممثل ومؤلف سوري من مواليد دمشق سنة 1950م، وهو عضو في نقابة الفنانين منذ عام 1993م. شارك كممثل بالعديد من الأعمال المسرحية والتلفزيونية.

## أعماله

### في المسرح
- الملك هو الملك
- المهرج
- القاعدة والاستثناء
- رحلة حنظلة

### في التلفزيون
- مسلسل «سفر» من تأليف عزمي مصطفى، إخراج حاتم علي.
- مسلسل «آخر أيام التوت» من إخراج أحمد دعيبس.
- مسلسل «الخوالي» من تأليف أحمد حامد، إخراج بسام الملا.
- مسلسل «تمر حنة» من إخراج محمد فردوس أتاسي.
- مسلسل «شام شريف» - 2001 - تأليف أحمد حامد وإخراج أحمد دعيبس.
- مسلسل ليالي الصالحية - 2004 - تأليف أحمد حامد، عن قصة لسلمى اللحام، وإخراج بسام الملا.
- مسلسل أهل الراية - 2008 - من إخراج علاء الدين كوكش
- مسلسل طوق البنات (2014-2017) شاركته رجاء الشغري في كتابة الجزء الأول وقام بإخراجه د. محمد زهير رجب في الجزئين الأول والرابع وإياد نحاس في الجزئين الثاني والثالث